# Jamstveni zakon
Jamstveni zakon (tal. Legge delle Guarentigie) je bio zakon kojim su uređene posebne povlastice pape i Svete Stolice te odnosi između države i Crkve u Kraljevini Italiji, a koji je usvojio talijanski parlament 13. svibnja 1871. godine. Radilo se o jednostranom činu Kraljevine Italije, koji je papa Pio IX. odmah odbacio, proglasivši sebe „zatočenikom Vatikana”. I njegova trojica nasljednika, Lav XIII., Pio X. i Benedikt XV., također su odbacili zakon.
Neke od temeljnih odredbi Jamstvenog zakona su:
- papina osoba je sveta i nepovrediva, a napad na papu smatra se kao napad na kralja,
- papi se priznaju kraljevske počasti te on ima pravo na osobnu stražu;
- papa ima pravo na godišnju apanažu u iznosu 3 225 000 lira za pokriće potreba djelovanja Svete Stolice (Kardinalski zbor, Rimske kongragacije, veleposlanstva, itd.) te za održavanje zgrada i crkava,
- Vatikan i Lateranska palača, kao i ljetnikovac Castel Gandolfo priznaju se papinskim posjedima.

Lateranskim sporazumom 1929. riješeno je tzv. Rimsko pitanje.